# Palazzo dell'Università (Bucarest)
Il Palazzo dell'Università è un edificio situato nella Piazza dell'Università di Bucarest, nel perimetro descritto dalle vie Regina Elisabeta, Academiei, Edgar Quinet, Nicolae Bălcescu. Alto 6 piani, è costruito in stile neoclassico sull'ex sito del Monastero di Sfântul Sava.

## Storia
La costruzione della futura sede della più grande università della Romania, l'Università di Bucarest, iniziò il 10 ottobre 1857, secondo i progetti dell'architetto Alexandru Orăscu, sul sito dell'ex Collegio Sfântu Sava, e fu completata il 14 dicembre 1869. I corpi laterali del palazzo furono costruiti successivamente, tra il 1912 e il 1926, su progetto dell'architetto Nicolae Ghica-Budești.

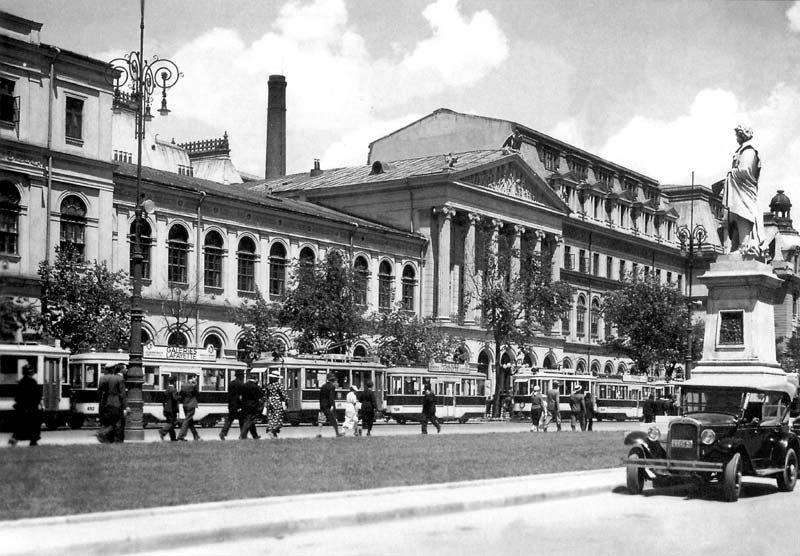
L'edificio principale dell'Università di Bucarest nel periodo tra le due guerre con il vecchio edificio della Facoltà di Storia

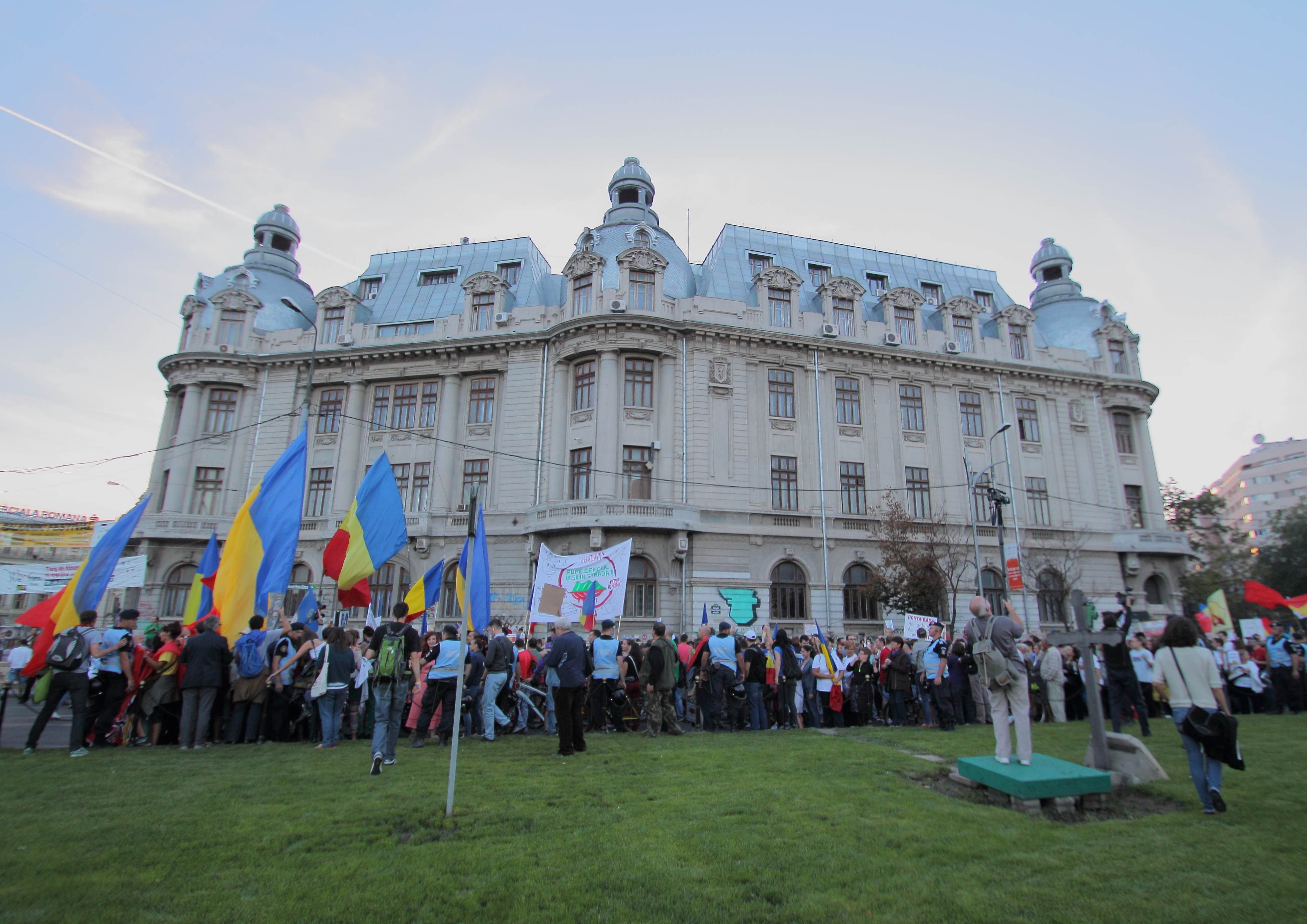
Il Palazzo dell'Università divenne teatro di proteste dopo il 1989

La decorazione esterna del palazzo fu realizzata da Karl Storck insieme al suo assistente, Waibel, e a un suo allievo, Paul Focșeneanu. Disegnò in stile classico il rilievo sul frontone centrale del palazzo, realizzato in pietra Rusciuc. Il rilievo, distrutto solo 80 anni dopo la sua costruzione, durante i bombardamenti aerei statunitensii del 4 aprile 1944, presentava Minerva al coronamento delle arti e delle scienze. Nella scena centrale, Minerva offriva una corona d'alloro a una figura allegorica con una lira in mano, l'allegoria della poesia. A destra e a sinistra della dea apparivano le scienze e le arti, drappeggiate o nude. Il frontone non è stato ricostruito e i frammenti recuperati dalle rovine sono conservati al Museo d'Arte Frederic Storck e Cecilia Cuțescu-Storck di Bucarest, via Vasile Alecsandri n. 16.
Le quattro muse che attualmente adornano la facciata del palazzo furono aggiunte nel 1929, opera dello scultore Emil Wilhelm Becker, per il quale posò come modella anche sua figlia Else.
Il piano terra dell'edificio è costruito in legno e presenta ampie finestre ad arco. I primi due piani sono decorati da lesene doriche, con finestre ad arco al primo piano. Gli ultimi 2 piani, in mansarda, hanno lucernari decorati. L'edificio ha anche un alto seminterrato che funge da base del palazzo. Gli angoli della costruzione sono costituiti da corpi rotondi ricoperti da colonne doriche coperte da cupole.

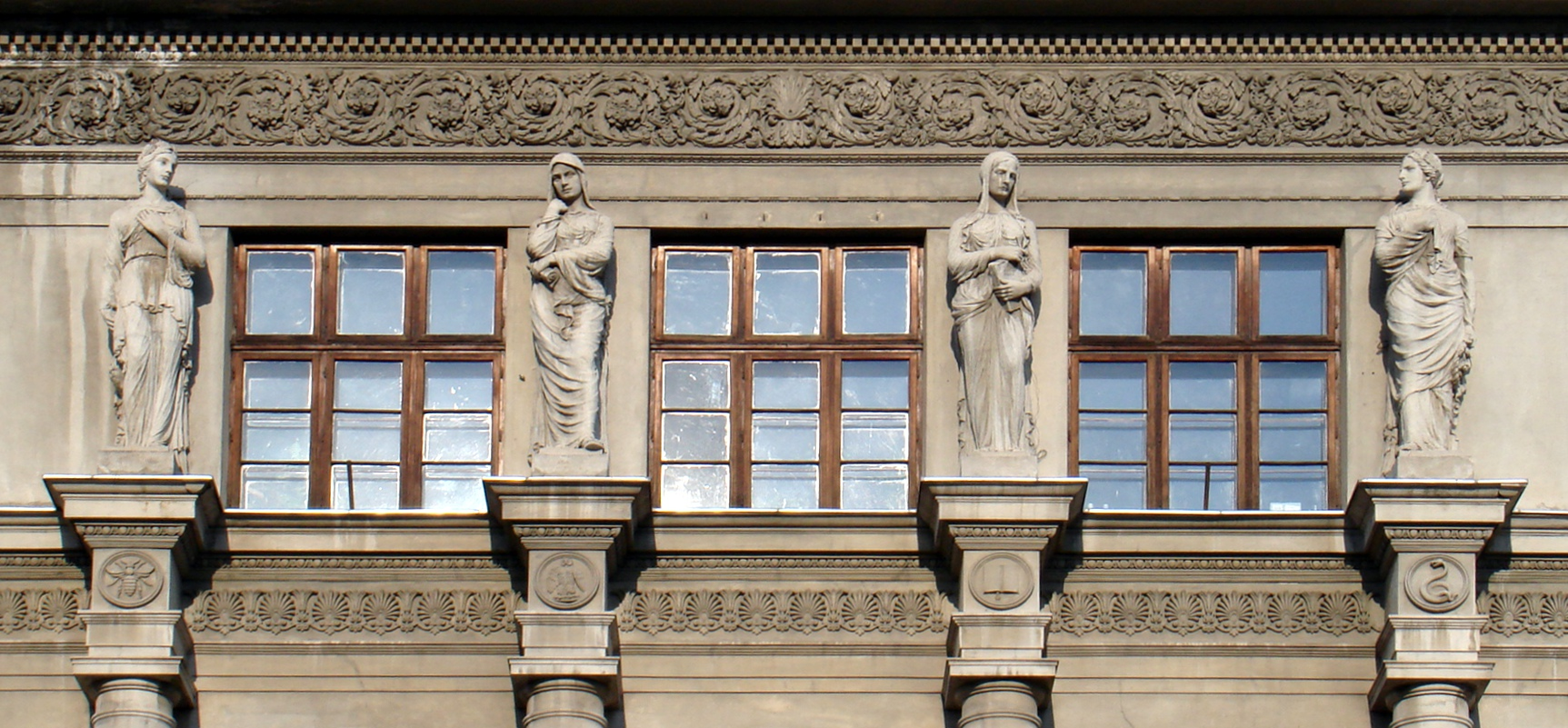
Le 4 muse di Emil Wilhelm Becker

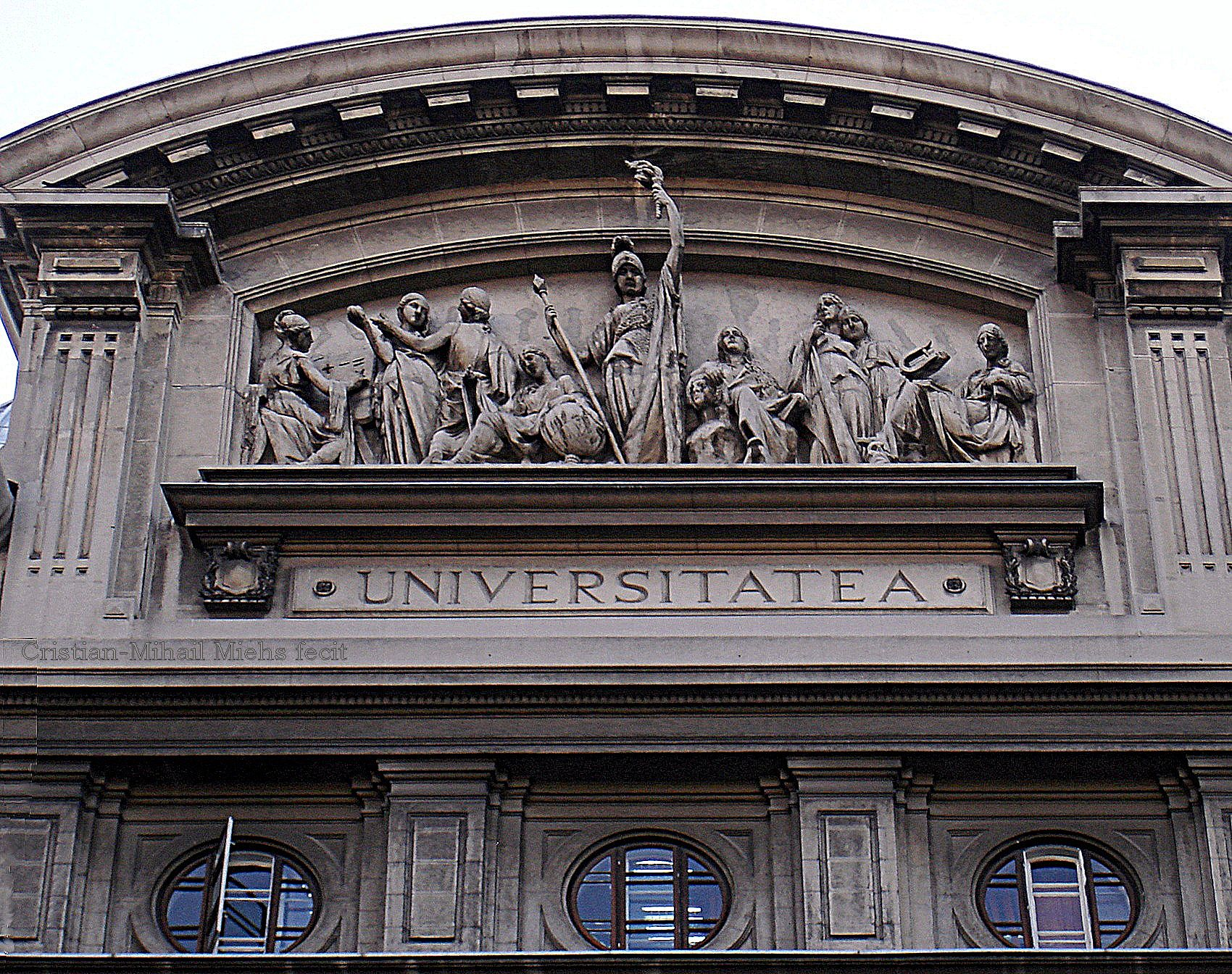
Il frontone sopra l'ingresso posteriore dell'Università di Bucarest

Inaugurato il 14 dicembre 1869, il palazzo era originariamente la sede delle facoltà dell'Università di Bucarest, ma anche sede di altre istituzioni educative: Senato universitario, Accademia romena, Biblioteca centrale, Scuola di Belle Arti, Galleria d'arte, Museo di Antichità e storia naturale. Nel tempo, con l'aumento del numero degli studenti, lo spazio divenne insufficiente per accogliere tutte le istituzioni, motivo per cui il palazzo tornò alla sua destinazione originaria, sede delle facoltà universitarie. Nel 1960 all'interno dell'edificio si trovavano 8 facoltà e oltre 80 laboratori.
Attualmente, l'edificio ospita alcune delle facoltà dell'Università di Bucarest: Facoltà di geografia, Facoltà di matematica e informatica, Facoltà di lettere, Facoltà di lingue e letterature straniere, Facoltà di storia, Facoltà di chimica, Facoltà di amministrazione e laboratori aziendali. La Facoltà di filosofia inizialmente operava in questo edificio, ma dopo il 1989 è stata trasferita nella sede situata nell'ex mensa studentesca R3 del Regie Student Campus.

## Reliquie
A seguito di alcuni scavi effettuati il 21 novembre 1968, è stata ritrovata la "pietra di fondazione" all'interno della quale si trova la scatola metallica, utilizzata per conservare il documento e il sigillo del paese, attualmente esposta al Museo dell'Università di Bucarest. La prima pietra del primo edificio fu posta il 19 ottobre 1857, su insistenza del caimacan Alexandru D. Ghica. Alla cerimonia di posa della "prima pietra" erano presenti il caimacan Alexandru D. Ghica, i rappresentanti diplomatici delle grandi potenze a Bucarest, il direttore di Eforiei Școalelor, Gheorghe Costaforu e l'architetto Orăscu.